# Бетатрон

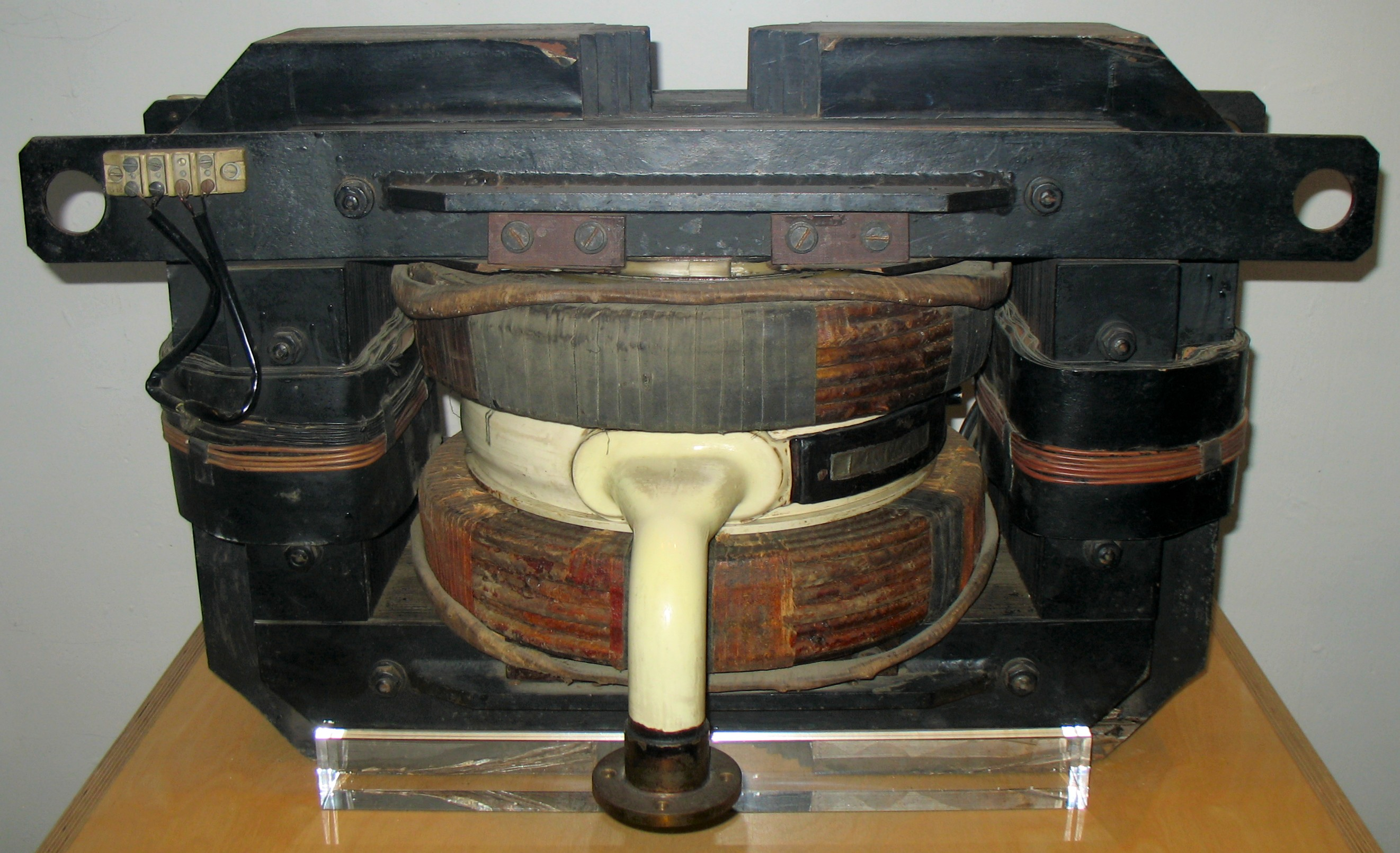
Бетатрон конструкції 1942 року.

Бетатрон — прискорювач електронів, який розробив Дональд Керст (англ. Donald William Kerst) в Університеті Іллінойса у 1940 році. 
Перші спроби створити бетатрон були зроблені Рольфом Відерое (нім. Rolf Wideröe) у 1928 році. 
Використовують також як джерело жорстких рентгенівських променів.